# 第65届国际足联大会
第65届国际足联大会（英語：65th FIFA Congress）于2015年5月28日至29日在瑞士苏黎世的哈伦体育馆举行。

## 国际足联官员被捕
在第65届国际足联大会举行之前，几名与国际足联有关联的官员在苏黎世被捕，他们预计将被引渡到美国面对各种各样的腐败指控。

## 2015年主席选举

### 投票结果
| 第65届国际足联大会 2015年5月29日 – 瑞士苏黎世 |        |        |
| 候选人                                        | 第一轮 | 第二轮 |
| 塞普·布拉特                                   | 133    | 获胜   |
| 阿里·本·侯赛因王子                            | 73     | 退出   |

### 布拉特辞职
2015年6月2日，国际足联在苏黎世总部突然举行了新闻发布会，发布会上布拉特宣布辞去国际足联主席的职务，但在召开国际足联特别代表大会选出继任者之前，他都将继续任职。此时距离他当选仅仅过了四天。大会随后宣布将于2015年12月至2016年3月之间的某个时间举行。
国际足联特别执行委员会特别会议于2015年7月20日举行，以决定大会的召开日期。在会议上，大会的举行日期定为2016年2月26日。

## 巴以冲突
在大会正式举行之前，巴勒斯坦足协（PFA）提出了一项议案，要求以色列足协（IFA）退出国际足联。巴勒斯坦足协指控以色列干涉加沙地带和约旦河西岸地区的球员运动。大会期间，巴勒斯坦足协主席吉布里尔·拉祖布称他们准备撤销提案，“但这并不意味着我放弃了抵抗。”两个协会的代表同意共同致力于解决问题。

## 大卫·吉尔辞职威胁
英格兰足球总会副主席兼欧洲足球协会联盟执行委员会董事会成员大卫·吉尔威胁说，继腐败丑闻之后，如果塞普·布拉特再次当选国际足联主席或未卸任，他将辞去新当选的国际足联副主席和国际足联执行委员会（ExCo）成员的职务。当布拉特连任第五届主席后，吉尔立即拒绝承认，以抗议布拉特当选。
吉尔说：“当布拉特先生继续任职时，我根本看不出世界足球的格局将如何改变。”2015年6月2日，在国际足联主席选举后四天，布拉特宣布辞职，这可以让吉尔“重新考虑”他的立场，因为他尚未正式辞职。

## 炸弹威胁
据瑞士警方称，在大会第二天上午，欧洲中部夏令时间11:00（格林尼治标准时间09:00）收到了炸弹威胁。午休后人们从大厅转移，随后开始检查房间。根据秘书长杰罗姆·瓦尔克发表的声明，“我们收到了炸弹威胁，为预防起见，瑞士当局搜寻了此处。该处已完成清理，大会可以继续进行。” 